# Maussane-les-Alpilles
Maussane-les-Alpilles är en kommun i departementet Bouches-du-Rhône i regionen Provence-Alpes-Côte d'Azur i sydöstra Frankrike. Kommunen ligger  i kantonen Saint-Rémy-de-Provence som ligger i arrondissementet Arles. År 2022 hade Maussane-les-Alpilles 2 396 invånare.

## Befolkningsutveckling
Antalet invånare i kommunen Maussane-les-Alpilles
Referens:INSEE